# Florian Steinbiß
Florian Steinbiss (* 19. April 1957 in Bonn als Florian Walter Steinbiß) ist ein deutscher Autor und Filmregisseur.

## Leben
Nach dem Abschluss seines Psychologiestudiums an der Universität Bonn 1982 arbeitete er als freier Autor für verschiedene Zeitungen, Magazine sowie Rundfunk- und Fernsehanstalten. In Zusammenarbeit mit Frederic C. Tubach entstanden für den Westdeutschen Rundfunk die beiden Hörspiele Der Mittelpunkt außerhalb und Trümmerspiele.
Mit David Schein entwickelte er Metropolis Las Vegas, 1987 als Klangarbeit auf der documenta 8 in Kassel und später im Whitney Museum of American Art ausgestellt.
Die Zusammenarbeit mit David Eisermann führte 1985 zur Gründung des Autorenbüros Steinbiss und Eisermann in Bonn (bis 1990). Sie schrieben und produzierten Satiren für verschiedene Kultursender, darunter „Propaganda Swing – Dr. Goebbels’ Jazz Orchester“ für den Südwestfunk, den international erfolgreichsten deutschen Dokumentarfilm seiner Zeit.
Steinbiss ist Regisseur des Films Neander-Jin mit dem amerikanischen Schauspieler Jon Chardiet und der deutschen Schauspielerin Sarah Mühlhause in den Hauptrollen.

## Veröffentlichungen
- Florian Steinbiß (Hg.): Ich bin bei dir, aber du bist gerade weit weg. Lieder und Texte aus dem Beziehungsdschungel von Robert Gernhardt, Udo Lindenberg, Wolfgang Niedecken u. a. Fischer Taschenbuch Verlag GmbH, Frankfurt am Main, Dezember 1984; ISBN 3-596-28132-6
- Deutsch–Folk: Auf der Suche nach der verlorenen Tradition. Die Wiederkehr des Volksliedes, Fischer-TB.-Vlg., Ffm, 1987, ISBN 978-3-596-22988-8
- Mit David Eisermann: Wir haben damals die beste Musik gemacht, in: Der Spiegel 16/1988
- mit David Eisermann: Eddie Murphy und andere Neger, in: Der Rabe. Magazin für jede Art von Literatur, Nr. 31, Haffmans Verlag AG Zürich, Spätsommer 1991; ISBN 3-251-10031-9
- 22 Minuten bei Natascha, in: Der Rabe. Magazin für jede Art von Literatur, Nr. 45, Haffmans Verlag AG Zürich, Frühling 1996; ISBN 3 251 10045  9 und in: Das Winter-Lesebuch, Hrsg. Patrick Niemeyer, Heyne Verlag 11/2002; ISBN 3-453-86423-9
- Der dritte Frühling, in: Das Frühlings-Lesebuch, Hrsg. Patrick Niemeyer, Heyne Verlag 2001; ISBN 3-453-17799-1
- Der Sommer der Liebe, in: Das Sommer-Lesebuch, Hrsg. Patrick Niemeyer, Heyne Verlag 6/2001; ISBN 3-453-18726-1
- Altkerlesommer in Groß-Apfel, in: Das Herbst-Lesebuch, Hrsg. Patrick Niemeyer, Heyne Verlag 9/2001; ISBN 3-453-18714-8
- Carolina – die unberührbare Prinzessin, in: Das Winter-Lesebuch, Hrsg. Patrick Niemeyer, Heyne Verlag 11/2001; ISBN 3-453-19573-6
- Der ewige Frühling – Schnee auf dem Epomeo, in: Das Frühlings-Lesebuch, Hrsg. Patrick Niemeyer, Heyne Verlag 02/2002; ISBN 3-453-19574-4
- Rummelmann im Sommerloch, in: Das Sommer-Lesebuch, Hrsg. Patrick Niemeyer, Heyne Verlag 6/2002; ISBN 3-453-21126-X
- Peter Gaymann: Ischia, Amore mio!, Text: Florian Steinbiß, Originalausgabe 08/2008, Köln; Constant Flow Verlag; ISBN 978-3-9812563-0-7

## Hörfunk
- mit David Eisermann: That's Entertainment – Night Club Years: Bevor Woody Allen berühmt wurde, 1986

## Filmographie
- mit David Eisermann: Propaganda Swing – Dr. Goebbels’ Jazz Orchester, Dokumentarfilm, 1988
- Neander-Jin. The Return of the Neanderthal Man, 2010–2013